# São Gregório e Santa Justa
São Gregório e Santa Justa (oficialmente: União das Freguesias de São Gregório e Santa Justa) é uma freguesia portuguesa do município de Arraiolos, com 117,19 km² de área e 437 habitantes (censo de 2021). A sua densidade populacional é 3,7 hab./km².
A freguesia compreende as localidades de São Gregório, Santa Justa (desabitada), Carrascal, Vale do Pereiro, Bardeiras (parte da localidade, que se divide com a freguesia de Vimieiro) e Aldeia da Serra (uma pequena parte já se encontra na freguesia de Arraiolos).
A freguesia é a mais envelhecida do município de Arraiolos. Outrora a freguesia dispunha de 5 escolas primárias, sendo que neste momento estão todas encerradas. A Estação de Caminhos de Ferro de Vale do Pereiro para passageiros encerrou em 1990 e para carga em 2009. 

## História
Foi constituída em 2013, no âmbito de uma reforma administrativa nacional, pela agregação das antigas freguesias de São Gregório e Santa Justa e tem sede em São Gregório.

## Demografia
A população registada nos censos foi:
| Distribuição da População por Grupos Etários | Distribuição da População por Grupos Etários | Distribuição da População por Grupos Etários | Distribuição da População por Grupos Etários | Distribuição da População por Grupos Etários | Distribuição da População por Grupos Etários |
| -------------------------------------------- | -------------------------------------------- | -------------------------------------------- | -------------------------------------------- | -------------------------------------------- | -------------------------------------------- |
| Antes da agregação                           |                                              |                                              |                                              |                                              |                                              |
| Ano                                          | 0-14 anos                                    | 15-24 anos                                   | 25-64 anos                                   | >= 65 anos                                   | Total                                        |
| 2001                                         | 63                                           | 63                                           | 269                                          | 227                                          | 622                                          |
| 2011                                         | 55                                           | 46                                           | 283                                          | 182                                          | 566                                          |
| Após a agregação                             |                                              |                                              |                                              |                                              |                                              |
| Ano                                          | 0-14 anos                                    | 15-24 anos                                   | 25-64 anos                                   | >= 65 anos                                   | Total                                        |
| 2021                                         | 35                                           | 33                                           | 220                                          | 149                                          | 437                                          |